# Alicante Sharks
Gli Alicante Sharks sono la squadra di football americano di Alicante, in Spagna, fondata nel 2004.

## Dettaglio stagioni

### Tornei nazionali

#### Campionato

##### Serie A
| Stagione | regular season | regular season | regular season | regular season | regular season | regular season | playoff | playoff | playoff | playoff | playoff | playoff   | playoff               |
|          | Vin            | Par            | Per            | Tot            | PF             | PS             | Vin     | Per     | Tot     | PF      | PS      | risultato | avversaria            |
| -------- | -------------- | -------------- | -------------- | -------------- | -------------- | -------------- | ------- | ------- | ------- | ------- | ------- | --------- | --------------------- |
| 2018     | 1              | 0              | 7              | 8              | 35             | 240            | 0       | 1       | 1       | 0       | 42      | Wild Card | Camioneros de Coslada |
| Totale   | 1              | 0              | 7              | 8              | 35             | 240            | 0       | 1       | 1       | 0       | 42      |           |                       |

Fonti: Enciclopedia del Football - A cura di Roberto Mezzetti

##### Conferencias/Serie B
| Stagione | regular season | regular season | regular season | regular season | regular season | regular season | playoff | playoff | playoff | playoff | playoff | playoff    | playoff          |
|          | Vin            | Par            | Per            | Tot            | PF             | PS             | Vin     | Per     | Tot     | PF      | PS      | risultato  | avversaria       |
| -------- | -------------- | -------------- | -------------- | -------------- | -------------- | -------------- | ------- | ------- | ------- | ------- | ------- | ---------- | ---------------- |
| 2012     | 1              | 0              | 7              | 8              | 61             | 238            | -       | -       | -       | -       | -       | -          | -                |
| 2014     | 1              | 0              | 5              | 6              | 36             | 235            | 0       | 2       | 2       | 19      | 30      | Retrocessi | Zaragoza Hornets |
| 2021     | 1              | 0              | 5              | 6              | 89             | 181            | -       | -       | -       | -       | -       | -          | -                |
| 2022     | 3              | 0              | 3              | 6              | 160            | 144            | -       | -       | -       | -       | -       | -          | -                |
| Totale   | 6              | 0              | 20             | 26             | 346            | 798            | 0       | 2       | 2       | 19      | 30      |            |                  |

Fonti: Enciclopedia del Football - A cura di Roberto Mezzetti

##### Serie C
| Stagione | regular season | regular season | regular season | regular season | regular season | regular season | playoff | playoff | playoff | playoff | playoff | playoff             | playoff                         |
|          | Vin            | Par            | Per            | Tot            | PF             | PS             | Vin     | Per     | Tot     | PF      | PS      | risultato           | avversaria                      |
| -------- | -------------- | -------------- | -------------- | -------------- | -------------- | -------------- | ------- | ------- | ------- | ------- | ------- | ------------------- | ------------------------------- |
| 2015     | -              | -              | -              | -              | -              | -              | 2       | 2       | 4       | 54      | 38      | Finale/Non promossi | Gijón Mariners/Zaragoza Hornets |
| 2017     | 6              | 0              | 0              | 6              | 242            | 12             | 1       | 1       | 2       | 28      | 53      | Finale              | Camioneros de Coslada           |
| Totale   | 6              | 0              | 0              | 6              | 242            | 12             | 3       | 3       | 6       | 82      | 91      |                     |                                 |

Fonti: Enciclopedia del Football - A cura di Roberto Mezzetti

### Tornei locali

#### LVFA Femenina
| Stagione | regular season | regular season | regular season | regular season | regular season | regular season | playoff | playoff | playoff | playoff | playoff | playoff   | playoff           |
|          | Vin            | Par            | Per            | Tot            | PF             | PS             | Vin     | Per     | Tot     | PF      | PS      | risultato | avversaria        |
| -------- | -------------- | -------------- | -------------- | -------------- | -------------- | -------------- | ------- | ------- | ------- | ------- | ------- | --------- | ----------------- |
| 2017-18  | 4              | 0              | 2              | 6              | 158            | 66             | 0       | 1       | 1       | 18      | 46      | Finale    | Valencia Firebats |
| Totale   | 4              | 0              | 2              | 6              | 158            | 66             | 0       | 1       | 1       | 18      | 46      |           |                   |

Fonti: Enciclopedia del Football - A cura di Roberto Mezzetti

##### Conferencia Este
| Stagione | regular season | regular season | regular season | regular season | regular season | regular season | playoff | playoff | playoff | playoff | playoff | playoff   | playoff    |
|          | Vin            | Par            | Per            | Tot            | PF             | PS             | Vin     | Per     | Tot     | PF      | PS      | risultato | avversaria |
| -------- | -------------- | -------------- | -------------- | -------------- | -------------- | -------------- | ------- | ------- | ------- | ------- | ------- | --------- | ---------- |
| 2015     | 7              | 0              | 1              | 8              | 160            | 51             | -       | -       | -       | -       | -       | Campioni  | -          |
| 2016     | 6              | 0              | 0              | 6              | 186            | 26             | -       | -       | -       | -       | -       | Campioni  | -          |
| Totale   | 13             | 0              | 1              | 12             | 346            | 77             | -       | -       | -       | -       | -       |           |            |

Fonti: Enciclopedia del Football - A cura di Roberto Mezzetti

### Riepilogo fasi finali disputate
| Anno           | Luogo                 | Evento        | Fase del torneo         | Incontro                                | Risultato |
| 14 giugno 2015 | Villanueva de Gállego | Serie B       | Spareggio retrocessione | Zaragoza Hornets - Alicante Sharks      | 13 - 7    |
| 21 maggio 2017 |                       | Serie C       | Finale                  | Camioneros de Coslada - Alicante Sharks | 40 - 0    |
| 28 aprile 2018 | Coslada               | Serie A       | Spareggio retrocessione | Camioneros de Coslada - Alicante Sharks | 42 - 0    |
| 26 maggio 2018 | Villanueva de Gállego | LVFA Femenina | Finale                  | Valencia Firebats - Alicante Sharks     | 46 - 18   |

## Palmarès
- 2 Conferencia Este (2015, 2016)